# On the Sea
On the Sea ist ein romantisches Filmdrama von Helen Walsh. Der Film mit Barry Ward, Celyn Jones, Danny Webb, Henry Lawfull, Liz White und Lorne MacFadyen soll Mitte August 2025 beim Edinburgh International Film Festival seine Premiere feiern.

## Handlung
Jacks gesamtes Leben dreht sich um das Muschelfischergeschäft, das er sich in Nordwales aufgebaut hat. Die Miesmuscheln werden von ihm,  seinem jüngeren Bruder Dyfan und dessen drei Söhnen noch per Hand abgeerntet. Jack zählt darauf, dass sein Sohn Tom das Geschäft eines Tages übernimmt, doch nachdem er die Schule abgeschlossen hat, will er nicht.
Als der neue Hilfsarbeiter Daniel an diesen abgelegenen Ort kommt und Jack gegenüber seine Gefühle offenbart, gerät dieser in ein Dilemma.

## Produktion
Regie führte Helen Walsh, die auch das Drehbuch schrieb. Es handelt sich bei On the Sea nach The Violators um ihren zweiten Spielfilm. Für The Violators wurde Walsh mit einem BAFTA Breakthrough Award ausgezeichnet. Filmeditor Ricardo Saraiva war zuletzt für Filme wie Pedágio, Ein kleines Stück vom Kuchen und A Poet tätig.

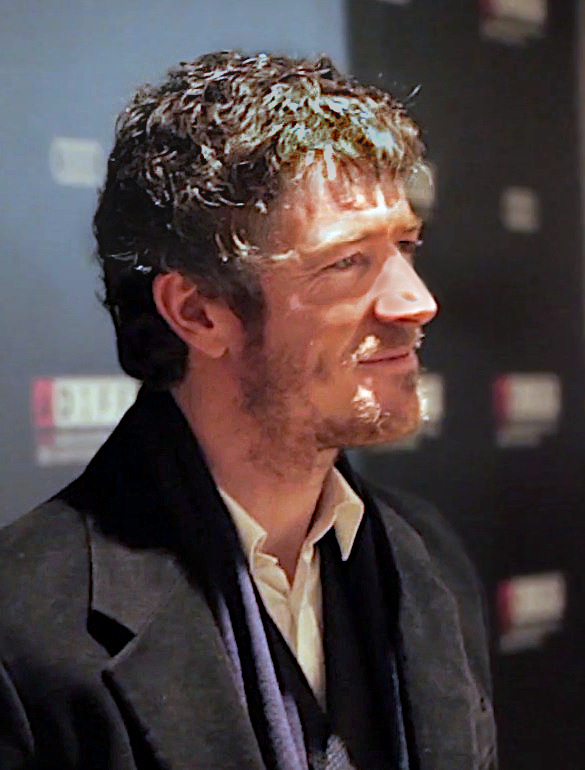
Barry Ward spielt Jack

Barry Ward spielt den Muschelfischer Jack, Liz White seine Ehefrau Maggie, Henry Lawfull ihren Sohn Tom und Celyn Jones Jacks jüngeren Bruder Dyfan. Lorne MacFadyen spielt Daniel. In weiteren Rollen sind Danny Webb, Callum Hymers, Sheldon Jones und Tristan Jones zu sehen. Das Casting übernahm Alex Johnson.
Die Dreharbeiten fanden ab Ende März 2024 auf der nordwalisischen Insel Anglesey in der Umgebung von Amlwch statt. Als Kameramann fungierte Sam Goldie.
Die Filmmusik steuerte der deutsche Komponist und Musiker elektronischer Musik Felix Rösch bei.
Die Weltpremiere des Films ist am 16. August 2025 beim Edinburgh International Film Festival geplant.